# Peter Pitchlynn

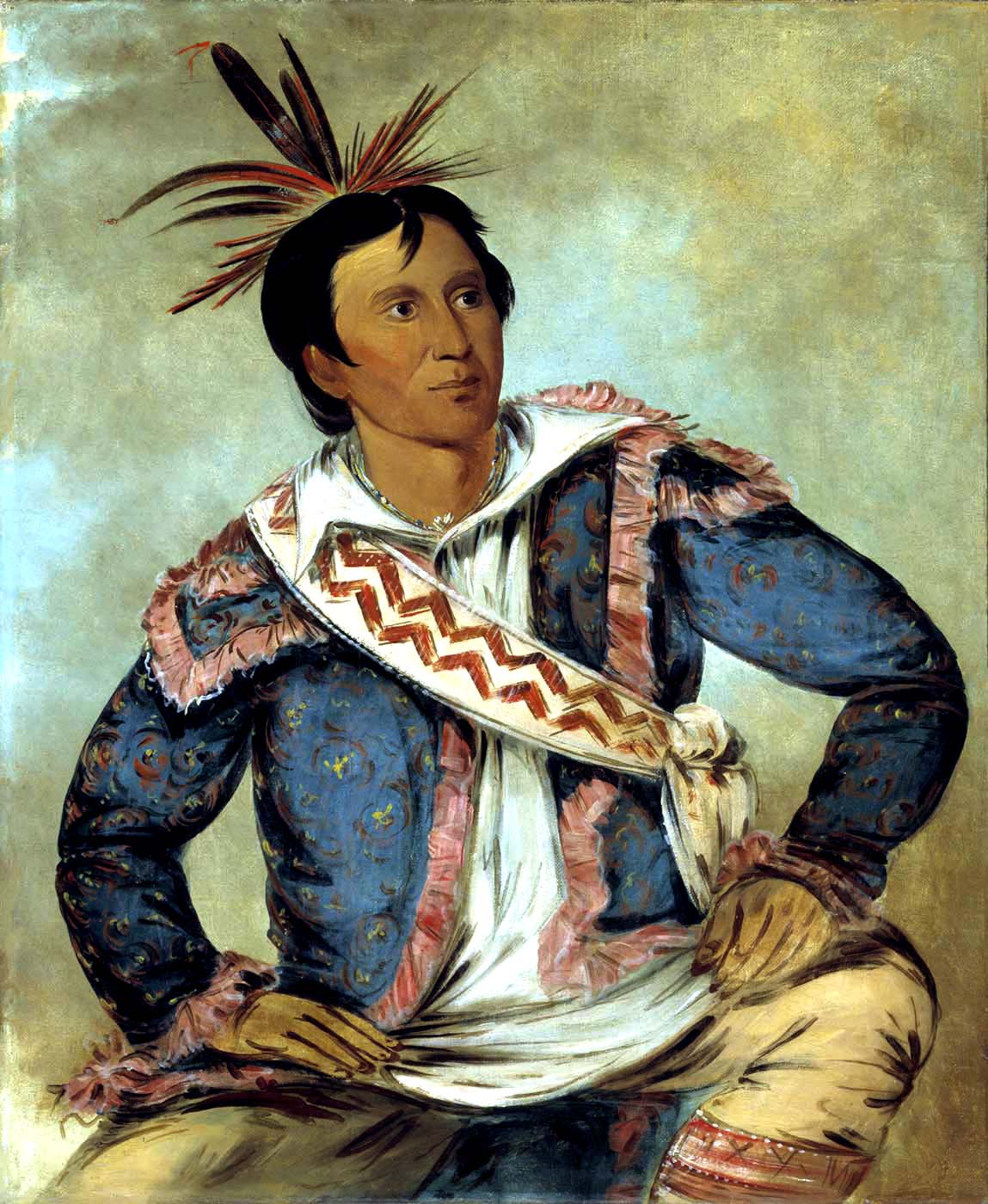
Porträtt av George Catlin, 1834 i Fort Gibson, Arkansas

Peter Perkins Pitchlynn, född 30 januari 1806 i Hushookwa i nuvarande Noxubee County i Mississippi, USA, död 17 januari 1881 i Washington D.C., USA, var en amerikansk godsägare, politiker, diplomat och hövding över choctawerna. Hans choctawnamn var "Ha-tchoc-tuck-nee" ("Snappsköldpadda").

## Uppväxt och studier
Peter Pitchlynn var det äldsta av tio barn till Sophia Folsom  (1773–1871) av choctawfolket och John Pitchlynn (1745–1835), som hade ingått äktenskap 1804. Hans morfar var Ebenezer Folsom, en engelsk-amerikansk handelsman. Familjen växte upp inom choctawstammen, och eftersom denna är matrilineär var Peter Pitchlynn medlem i moderns klan. Också fadern vart uppvuxen inom choctawfolket, efter det att båda hans föräldrar dött, och tjänstgjorde bland annat som tolk till George Washington i dennes förhandlingar med choctawerna.
Han studerade 1821–1823 på internatskolan Columbia Academy i Tennessee och 1827–1828 på den högre utbildningsanstalt i Nashville i Tennessee, som senare blev University of Nashville.

## Yrkesliv
Peter Pitchlynn engagerade sig i jordbruk och i det politiska livet och verkade för att bekämpa försäljning av alkohol till indianerna i Mississippi. Han blev indianpolis i Choctaw Lighthouse, den beridna styrka som tjänade som polis och rättsväsende. Han var också sekreterare för den kommission som utarbetade Choctaw Nations grundlag 1826. Han deltog i förhandlingarna 1830 inför den påtvingade flytten av Choctaw Nation från Mississippi till Indianterritoriet i Oklahoma. Han utsågs senare till choctawernas representant i Washington D.C.. År 1830 blev han medlem i choctawernas högsta råd. 
År 1831 flyttade han med andra stammedlemmar till Oklahoma. År 1834 slog han sig ned vid Mountain Fork, en biflod till Little River, nära Eagletown, i nuvarande McCurtain County. Som politiker var utarbetade han ett utbildningssystem för choctawerna. Han var 1840–1841 föreståndare för den federalt finansierade pojkinternatskolan Choctaw Academy på Richard Mentor Johnsons plantage Blue Springs i närheten av Great Crossings i Kentucky, innan choctawernas barn flyttades till nyuppförda skolor i Oklahoma.
Peter Pitchlynn valdes till hövding för Chactaw Nation in Oklahoma för perioden 1864–1866 under amerikanska inbördeskriget. Därefter återvände han som diplomat för choctawerna i Washington D.C.

## Privatliv
Peter Pitchlynn gifte sig som ung med sin kusin Rhoda Folsom. Paret hade fem barn. Efter den första hustruns död gifte han om sig med Caroline Lombardy. Paret fick en dotter.